# Danny Kopec
Daniel „Danny“ Kopec [ˈkɔpək] (* 28. Februar 1954 in Kfar Saba, Israel; † 12. Juni 2016 in New York City) war ein amerikanischer Schachspieler und Informatik-Professor.

## Leben
Nach seiner Ausbildung am Dartmouth College in Hanover (New Hampshire) und Forschungen zur Künstlichen Intelligenz (AI) bei Donald Michie ab 1976, promovierte er 1982 zum Ph.D. (Doctor of Philosophy) an der schottischen University of Edinburgh mit seiner Arbeit Human and Machine Representations of Knowledge (deutsch „Menschliche und maschinelle Repräsentationen von Wissen“). Danach lehrte er AI und Programmiersprachen an der Universität Maine in Orono (Maine).
Er war Schachtrainer und Autor zahlreicher Veröffentlichungen über AI, intelligente Lehrsysteme, Schach und Computerschach. Darüber hinaus entwarf er ein eigenes Eröffnungssystem, das Kopec-System, eine Variante in der Sizilianischen Verteidigung, gekennzeichnet (nach 1. e2–e4 c7–c5 2. Sg1–f3 d7–d6) durch 3. Lf1–d3!?. Zusammen mit dem slowenischen Informatiker Ivan Bratko (* 1946) entwickelte er 1982 den Bratko-Kopec-Test, der in den 1980er-Jahren einen De-facto-Standard zum Test von Schachprogrammen darstellte.
Kopec gewann 1980 die schottische Einzelmeisterschaft. In der britischen Four Nations Chess League spielte er von 1997 bis 1999 für den Barbican Chess Club, mit dem er auch 1998 am European Club Cup teilnahm.
Danny Kopec starb im Alter von 62 Jahren. Er hinterließ seine Frau Sylvia, Sohn David, Schwester Patinka und Stiefsohn Oliver.

## Veröffentlichungen (Auswahl)
- Winning the Won Game mit Ľubomír Ftáčnik 2004
- Mastering the Sicilian 2003
- Chess World Title Contenders and Their Styles mit Craig Pritchett 2002
- Test, Evaluate, and Improve your Chess mit Hal Terrie 1998
- Practical Middlegame Techniques mit Rudy Blumenfeld 1997
- Master Chess – A Course in 21 Lessons 1985
- Best Games Of The Young Grandmasters mit Craig Pritchett, Bell and Howell, London 1980